# 1865 en Grèce
Chronologie de la Grèce
- 1861
- 1862
- 1863
- 1864
- 1865
- 1866
- 1867
- 1868
- 1869

Cette page concerne les évènements survenus en 1865 en Grèce  :

## Événement
- 14 mai : Élections législatives
- Découverte de l'éphèbe de Critios sur l'acropole d'Athènes.

## Création
- Parti nationaliste
- Pose de la première pierre du musée de l'Acropole d'Athènes
- Société littéraire du Parnassos (en).

## Naissance
- Andréas Karkavítsas (el), écrivain.
- Andréas Platís (en), militaire.
- Eftýchios Vonaséras (el), acteur, chanteur et réalisateur.
- Leonídas Zóis (el), historien.

## Décès
- Geórgios Antonópoulos, personnalité politique.
- Édouard Grasset, diplomate français.
- Emmanouíl Koutsikáris (el), personnalité politique.
- Antónios Kriezís, Premier-ministre.
- Aléxandros Mavrokordátos, personnalité politique.
- Efstrátios Parísis (el), personnalité politique.
- Nikólaos Petimezás (el), chef révolutionnaire.